# Кравченко Горпина Павлівна
Горпина Павлівна Кравченко (рос. Аграфена Павловна Кравченкова; бл. 1820 — 15 (27) червня 1856, Київ) — відома українська та російська актриса.

## З біографії
Народилась в сім'ї акторів-кріпаків. Сценічну діяльність почала в Орловському театрі С. М. Каменського, де на її гру 1842 звернув увагу М. Щепкін. У 1843—45 виступала у Воронежі.
В 1845 була запрошена в Харківську трупу Л. Ю. Млотковського. В 1846 брала участь у гастролях М. С. Щепкіна по Україні.
Виступала також у театрах Кишинева (1852 — 53), Києва (1851, 1854—56).
Ролі: Офелія («Гамлет» Шекспіра), Агнеса («Школа жінок» Мольєра), Мірандоліна («Мірандоліна, або Сивина в бороду, а біс у ребро» Блума), Жаннета («Матрос» Соважа і Делюр'є), Тетяна («Москаль-чарівник» Котляревського).